# Жохов, Александр Фёдорович
Алекса́ндр Фёдорович Жо́хов (18 [30] июля 1840, Кологривский уезд, Костромская губерния — 21 мая [2 июня] 1872, Санкт-Петербург) — русский писатель-публицист, из костромского дворянского рода Жоховых.
Учился в Московском и Киевском университетах. Служил в 1-м департаменте Сената. В литературе разрабатывал земские вопросы, сотрудничая в «Народном богатстве» и «Санкт-Петербургских ведомостях»; кроме того, писал в «Вестник Европы» («Земские итоги», в 1870) и с 1871 в «Неделе». 
Смертельно ранен на дуэли с Е. И. Утиным 14 мая 1872. О причинах дуэли указано в оправдательной речи В. Д. Спасовича за Утина в сочинениях Спасовича, т. V, а также «Санкт-Петербургской ведомости» 1872 № 141 и статье Н. А. Демерта в «Отечественных записках» 1872.